# سینادیل
سینادیل  یک منطقهٔ مسکونی در امارات متحده عربی است که در شهر عجمان واقع شده‌است.

## خصوصیات
سینادیل   ۴۲۳ متر بالاتر از سطح دریا واقع شده‌است.